# 多奈 (葡萄亚堂区)
多奈是葡萄牙布拉干萨区的一个堂区。总面积13.91平方公里，总人口416人，人口密度29.9人/平方公里。